# Krzecki Zalew
Krzecki Zalew – zatoka Zalewu Szczecińskiego, w jego północnej części przy wschodniej stronie wyspy Wielki Krzek. Zatoka jest zewsząd otoczona przez ziemie wyspy, połączona poprzez wąski kanał z Zalewem Szczecińskim i kanałem Pęgą.
Krzecki Zalew należy do gminy miejskiej Świnoujście.
Nazwę Krzecki Zalew wprowadzono urzędowo rozporządzeniem w 1949 roku, zastępując poprzednią niemiecką nazwę Kricks Loch.